# Tocllaraju
Il Tocllaraju (6.032 m) (quechua Tuqllarahu) è una montagna del Perù, situata nella Cordillera Blanca.

## Aspetto fisico
Il
Tocllaraju, per il quale si usa spesso anche la grafia Toqllaraju, fa parte del massiccio montuoso chiamato Macizo del Chinchey, che occupa la parte centro-meridionale della Cordillera Blanca. La montagna è famosa per il suo elegante aspetto a forma di piramide.
Alla montagna vengono attribuite due differenti altitudini.
- L'altitudine di 6032 m è presa dalla mappa “Cordillera Blanca (Perú) - South Part”, pubblicato ad Innsbruck, 1939, dal Deutscher Alpenverein.
- L'altitudine di 6034 m è presa dalla mappa "Hoja Huari" fornita dal Military Geographical Institute di Lima.

## Origine del nome
Il nome deriva dalle parole quechua tuqlla (trappola) e rahu (ghiaccio, montagna innevata). Probabilmente i grandi crepacci della montagna erano paragonati dai nativi a delle trappole.

## Alpinismo
La prima salita è stata effettuata il 31 luglio del 1939 dagli alpinisti tedeschi Walter Brecht e Hans Schweizer. Attraversata la Quebrada Honda, risalirono il ghiacciaio nord e salirono in vetta lungo versante nord-ovest. Il Tocllaraju, nonostante la sua via normale non sia così facile, è uno dei seimila più frequentati della Cordillera Blanca. Per l'ascesa alla montagna è possibile utilizzare il Refugio Ishinca (4.765 m), gestito dall'Operazione Mato Grosso.